# 발터 폰 라이헤나우

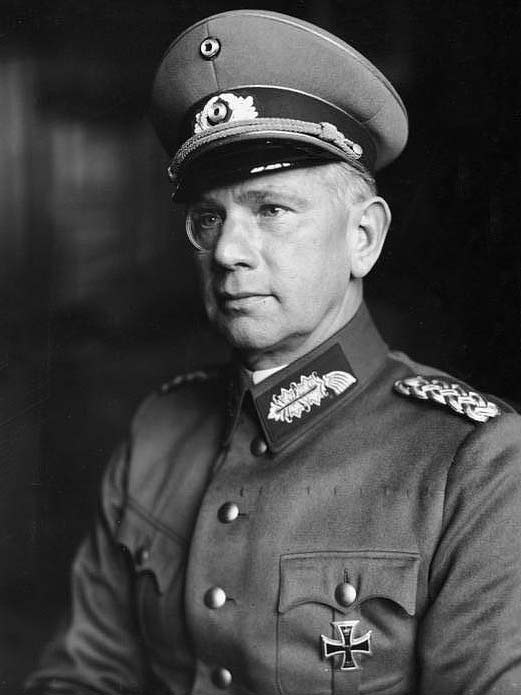
발터 폰 라이헤나우

발터 폰 라이헤나우(Walther von Reichenau: 1884년 10월 8일-1942년 1월 17일)는 제2차 세계대전에서 활약한 독일 군인이다. 그는 폴란드 침공, 프랑스 전투의 공적으로 원수까지 승진하였으나, 독소전쟁 중 심장마비로 사망하였다.
라이헤나우는 칼스휴에서 프로이센 장군의 아들로 태어나서 1902년 군에 입대하였다. 제1차 세계대전에서는 서부전선에서 종군하였으며, 전투에서 용맹으로 제1급 철십자 훈장을 받고, 1918년에 대위까지 승진하였다.
그는 종전이후에도 군에 남아 참모본부의 장교로 복무하였다.
세계2차대전이 발발하자 서부전선과 동부전선에서 각각 두각을 나타내어 독소전쟁 발발시에는 제6군을 맡아 남부전선에서 싸웠다. 1941년에 룬트슈테트의 해임으로 그 남부집단군의 총사령관에 임명되었지만, 곧 뇌출혈을 일으켜 독일에 후송되는 도중 심장마비를 일으켜 사망하였다.
그가 남부집단군 사령관으로 승진한 이후 제6군의 참모장이었던 프리드리히 파울루스가 제6군의 사령관에 임명되어 스탈린그라드 전투를 지휘하게 되었다.
| 전임 신설 | 제1대 제10군 사령관 1939년 8월 6일 - 1939년 10월 10일 | 후임 상급대장 하인리히 폰 피팅호프 |

| 전임 신설 | 제1대 제6군 사령관 1939년 10월 10일 - 1941년 12월 29일 | 후임 상급대장 프리드리히 파울루스 |

| 전임 야전원수 게르트 폰 룬트슈테트 | 제2대 남부 집단군 최고지휘관 1941년 12월 1일 - 1942년 1월 12일 | 후임 야전원수 페도르 폰 보크 |